# Unione Sovietica ai Giochi della XVIII Olimpiade
L'Unione Sovietica partecipò ai Giochi della XVIII Olimpiade, svoltisi a Tokyo dal 10 al 24 ottobre 1964, con una delegazione di 317 atleti impegnati in 19 discipline per un totale di 154 competizioni. Portabandiera alla cerimonia di apertura fu Jurij Vlasov, campione olimpico a Roma 1960 nel sollevamento pesi.
La squadra sovietica, alla sua quarta partecipazione ai Giochi estivi, conquistò 30 medaglie d'oro, 31 d'argento e 35 di bronzo, che le valsero il secondo posto nel medagliere complessivo dietro gli Stati Uniti. Nei medaglieri per disciplina i sovietici conclusero al primo posto nella canoa/kayak, nella pallavolo, nel pentathlon moderno e nel sollevamento pesi. A livello individuale va segnalata l'impresa di Tamara Press, vincitrice sia nel getto del peso che nel lancio del disco.

## Medagliere

### Per discipline
| Sport              | Oro | Argento | Bronzo | Totale |
| ------------------ | --- | ------- | ------ | ------ |
| Atletica leggera   | 5   | 2       | 11     | 18     |
| Ginnastica         | 4   | 10      | 5      | 19     |
| Sollevamento pesi  | 4   | 3       | 0      | 7      |
| Pugilato           | 3   | 4       | 2      | 9      |
| Scherma            | 3   | 1       | 2      | 6      |
| Canoa/kayak        | 3   | 0       | 1      | 4      |
| Lotta libera       | 2   | 1       | 2      | 5      |
| Canottaggio        | 2   | 0       | 0      | 2      |
| Lotta greco-romana | 1   | 3       | 1      | 5      |
| Nuoto              | 1   | 1       | 2      | 4      |
| Pentathlon moderno | 1   | 1       | 1      | 3      |
| Pallavolo          | 1   | 1       | 0      | 2      |
| Tiro               | 0   | 2       | 0      | 2      |
| Ciclismo           | 0   | 1       | 0      | 1      |
| Pallacanestro      | 0   | 1       | 0      | 1      |
| Judo               | 0   | 0       | 4      | 4      |
| Equitazione        | 0   | 0       | 2      | 2      |
| Pallanuoto         | 0   | 0       | 1      | 1      |
| Tuffi              | 0   | 0       | 1      | 1      |
| Totale             | 30  | 31      | 35     | 96     |

### Medaglie
| Medaglia | Atleta | Sport              | Evento                                |
| -------- | --- | ------------------ | ------------------------------------- |
| Oro      | Valerij Brumel' | Atletica leggera   | Salto in alto maschile                |
| Oro      | Romual'd Klim | Atletica leggera   | Lancio del martello                   |
| Oro      | Tamara Press | Atletica leggera   | Getto del peso femminile              |
| Oro      | Tamara Press | Atletica leggera   | Lancio del disco femminile            |
| Oro      | Irina Press | Atletica leggera   | Pentathlon                            |
| Oro      | Andrij Chimič Stepan Oščepkov | Canoa/kayak        | C2 1000 metri maschile                |
| Oro      | Mykola Čužykov Anatolij Grišin Vjačeslav Ionov Volodymyr Morozov | Canoa/kayak        | K4 1000 metri maschile                |
| Oro      | Ljudmila Chvedosjuk | Canoa/kayak        | K1 500 metri femminile                |
| Oro      | Vjačeslav Ivanov | Canottaggio        | Singolo maschile                      |
| Oro      | Oleg Tjurin Boris Dubrovskij | Canottaggio        | Due di coppia maschile                |
| Oro      | Boris Šachlin | Ginnastica         | Sbarra                                |
| Oro      | Larisa Latynina Polina Astachova Alena Valčėckaja Tamara Zamotajlova Tamara Manina Ljudmila Gromova | Ginnastica         | Concorso a squadre femminile          |
| Oro      | Larisa Latynina | Ginnastica         | Corpo libero femminile                |
| Oro      | Polina Astachova | Ginnastica         | Parallele asimmetriche                |
| Oro      | Anatolij Kolesov | Lotta greco-romana | Pesi welter                           |
| Oro      | Aleksandr Medved' | Lotta libera       | Pesi medio-massimi                    |
| Oro      | Aleksandr Ivanickij | Lotta libera       | Pesi massimi                          |
| Oro      | Galina Prozumenščikova | Nuoto              | 200 metri rana femminili              |
| Oro      | Ivan Bugaenkov Nikolaj Burobin Jurij Česnokov Važa Kačarava Valerij Kalačichin Vitalij Kovalenko Stanislav Ljugajlo Georgij Mondzolevskij Jurij Porjarkov Eduard Sibirjakov Jurij Vengorovskij Dimitrij Voskobojnikov Jurij Kleščëv | Pallavolo          | Maschile                              |
| Oro      | Igor' Novikov Al'bert Mokeev Viktor Mineev | Pentathlon moderno | Gara a squadre                        |
| Oro      | Stanislav Stepaškin | Pugilato           | Pesi piuma                            |
| Oro      | Boris Lagutin | Pugilato           | Pesi superwelter                      |
| Oro      | Valerij Popenčenko | Pugilato           | Pesi medi                             |
| Oro      | Viktor Ždanovič Jurij Sisikin Mark Midler German Svešnikov Jurij Šarov | Scherma            | Fioretto a squadre maschile           |
| Oro      | Grigorij Kriss | Scherma            | Spada individuale maschile            |
| Oro      | Nugzar Asatiani Umjar Mavlichanov Boris Mel'nikov Mark Rakita Jakov Ryl'skij | Scherma            | Sciabola a squadre maschile           |
| Oro      | Aleksej Vachonin | Sollevamento pesi  | Pesi gallo                            |
| Oro      | Rudol'f Pljukfel'der | Sollevamento pesi  | Pesi massimi-leggeri                  |
| Oro      | Vladimir Golovanov | Sollevamento pesi  | Pesi mediomassimi                     |
| Oro      | Leonid Žabotyns'kyj | Sollevamento pesi  | Pesi massimi                          |
| Argento  | Oleg Fedoseev | Atletica leggera   | Salto triplo                          |
| Argento  | Rein Aun | Atletica leggera   | Decathlon                             |
| Argento  | Imants Bodnieks Viktor Logunov | Ciclismo           | Tandem                                |
| Argento  | Boris Šachlin Viktor Lisickij Viktor Leont'ev Jurij Capenko Jurij Titov Sergej Diomidov | Ginnastica         | Concorso a squadre maschile           |
| Argento  | Viktor Lisickij | Ginnastica         | Concorso individuale maschile         |
| Argento  | Boris Šachlin | Ginnastica         | Concorso individuale maschile         |
| Argento  | Viktor Lisickij | Ginnastica         | Corpo libero maschile                 |
| Argento  | Viktor Lisickij | Ginnastica         | Volteggio maschile                    |
| Argento  | Jurij Titov | Ginnastica         | Sbarra                                |
| Argento  | Larisa Latynina | Ginnastica         | Concorso individuale femminile        |
| Argento  | Polina Astachova | Ginnastica         | Corpo libero femminile                |
| Argento  | Larisa Latynina | Ginnastica         | Volteggio femminile                   |
| Argento  | Tamara Manina | Ginnastica         | Trave                                 |
| Argento  | Vladlen Trostjans'kyj | Lotta greco-romana | Pesi gallo                            |
| Argento  | Roman Rurua | Lotta greco-romana | Pesi piuma                            |
| Argento  | Anatolij Roščin | Lotta greco-romana | Pesi massimi                          |
| Argento  | Guram Sagharadze | Lotta libera       | Pesi welter                           |
| Argento  | Heorhij Prokopenko | Nuoto              | 200 metri rana maschili               |
| Argento  | Unione Sovietica | Pallacanestro      | Torneo Maschile                       |
| Argento  | Nelly Abramova Astra Biltauere Ljudmila Meščerjakova Lyudmila Gureyeva Valentina Kamenek Marita Katusheva Ninel Lukanina Valentina Mishak Tatyana Roschina Inna Ryskal Antonina Ryžova Tamara Tikhonina                             | Pallavolo          | Femminile                             |
| Argento  | Igor' Novikov | Pentathlon moderno | Gara individuale                      |
| Argento  | Vilikton Barannikov | Pugilato           | Pesi leggeri                          |
| Argento  | Evgenij Frolov | Pugilato           | Pesi superleggeri                     |
| Argento  | Ričardas Tamulis | Pugilato           | Pesi welter                           |
| Argento  | Aleksej Kiselëv | Pugilato           | Pesi mediomassimi                     |
| Argento  | Valentina Rastvorova Tat'jana Petrenko Ljudmila Šišova Valentina Prudskova Galina Gorochova | Scherma            | Fioretto a squadre femminile          |
| Argento  | Vladimir Kaplunov | Sollevamento pesi  | Pesi leggeri                          |
| Argento  | Viktor Kurencov | Sollevamento pesi  | Pesi medi                             |
| Argento  | Jurij Vlasov | Sollevamento pesi  | Pesi massimi                          |
| Argento  | Shota Kveliashvili | Tiro               | Carabina 300 metri tre posizioni      |
| Argento  | Pavel Seničev | Tiro               | Fossa olimpica                        |
| Bronzo   | Ivan Beljaev | Atletica leggera   | 3000 metri siepi                      |
| Bronzo   | Anatolj Michajlov | Atletica leggera   | 110 metri ostacoli                    |
| Bronzo   | Vladimir Golubničij | Atletica leggera   | Marcia 20 km                          |
| Bronzo   | Igor' Ter-Ovanesjan | Atletica leggera   | Salto in lungo maschile               |
| Bronzo   | Viktor Kravčenko | Atletica leggera   | Salto triplo                          |
| Bronzo   | Jānis Lūsis | Atletica leggera   | Lancio del giavellotto maschile       |
| Bronzo   | Taïsija Čenčyk | Atletica leggera   | Salto in alto femminile               |
| Bronzo   | Tat'jana Ščelkanova | Atletica leggera   | Salto in lungo femminile              |
| Bronzo   | Galina Zybina | Atletica leggera   | Getto del peso femminile              |
| Bronzo   | Elena Gorčakova | Atletica leggera   | Lancio del giavellotto femminile      |
| Bronzo   | Galina Bystrova | Atletica leggera   | Pentathlon                            |
| Bronzo   | Evgenij Penjaev | Canoa/kayak        | C1 1000 metri maschile                |
| Bronzo   | Sergej Filatov | Equitazione        | Dressage individuale                  |
| Bronzo   | Sergej Filatov Ivan Kizimov Ivan Kalita | Equitazione        | Dressage a squadre                    |
| Bronzo   | Jurij Capenko | Ginnastica         | Cavallo con maniglie                  |
| Bronzo   | Boris Šachlin | Ginnastica         | Anelli                                |
| Bronzo   | Polina Astachova | Ginnastica         | Concorso individuale femminile        |
| Bronzo   | Larisa Latynina | Ginnastica         | Parallele asimmetriche                |
| Bronzo   | Larisa Latynina | Ginnastica         | Trave                                 |
| Bronzo   | Oleg Stepanov | Judo               | 68 kg maschile                        |
| Bronzo   | Ārons Boguļubovs | Judo               | 68 kg maschile                        |
| Bronzo   | Anzor K'ik'nadze | Judo               | +80 kg maschile                       |
| Bronzo   | Parnaoz Chik'viladze | Judo               | +80 kg maschile                       |
| Bronzo   | Davit Gvantseladze | Lotta greco-romana | Pesi leggeri                          |
| Bronzo   | Aydın İbrahimov | Lotta libera       | Pesi gallo                            |
| Bronzo   | Nodar Khokhashvili | Lotta libera       | Pesi piuma                            |
| Bronzo   | Svetlana Babanina | Nuoto              | 200 metri rana femminili              |
| Bronzo   | Tat'jana Savel'eva Svetlana Babanina Tetjana Devjatova Natal'ja Ustinova | Nuoto              | Staffetta 4x100 metri misti femminile |
| Bronzo   | Unione Sovietica | Pallanuoto         | Torneo Maschile                       |
| Bronzo   | Al'bert Mokeev | Pentathlon moderno | Gara individuale                      |
| Bronzo   | Stanislav Sorokin | Pugilato           | Pesi mosca                            |
| Bronzo   | Vadim Emel'janov | Pugilato           | Pesi massimi                          |
| Bronzo   | Guram Kostava | Scherma            | Spada individuale maschile            |
| Bronzo   | Umjar Mavlichanov | Scherma            | Sciabola individuale maschile         |
| Bronzo   | Galina Alekseeva | Tuffi              | Piattaforma 10 metri femminile        |

## Risultati

### Pallacanestro
| Atleta | Classifica |
| --- | ---------- |
| V · D · M Nazionale sovietica - Pallacanestro ai Giochi della XVIII Olimpiade 4 Muižnieks · 5 Bahlej · 6 Alačačjan · 7 Travin · 8 Chrynin · 9 Krūmiņš · 10 Moseshvili · 11 Korneev · 12 Petrov · 13 Vol'nov · 14 Lipso · 15 Kalniņš · All. Aleksandr Gomel'skij | Argento    |
| Nazionale sovietica - Pallacanestro ai Giochi della XVIII Olimpiade |            |
| 4 Muižnieks · 5 Bahlej · 6 Alačačjan · 7 Travin · 8 Chrynin · 9 Krūmiņš · 10 Moseshvili · 11 Korneev · 12 Petrov · 13 Vol'nov · 14 Lipso · 15 Kalniņš · All. Aleksandr Gomel'skij                                                                               |            |

### Pallanuoto
| Atleta | Classifica |                             |
| --- | --- | --------------------------- |
| V · D · M Nazionale maschile sovietica di pallanuoto · Giochi olimpici - Tokyo 1964 Grabovskij · V. Kuznecov · Grišin · Popov · Kalašnikov · Bortkevič · N. Kuznecov · Semënov · Ageev · Osipov · Egorov · CT : - | Bronzo |                             |
| Nazionale maschile sovietica di pallanuoto · Giochi olimpici - Tokyo 1964 | |                             |
| Grabovskij · V. Kuznecov · Grišin · Popov · Kalašnikov · Bortkevič · N. Kuznecov · Semënov · Ageev · Osipov · Egorov · CT: -                                                                                      | Grabovskij · V. Kuznecov · Grišin · Popov · Kalašnikov · Bortkevič · N. Kuznecov · Semënov · Ageev · Osipov · Egorov · CT: - | Unione Sovietica (bandiera) |